# Песко-Санніта
Песко-Санніта (італ. Pesco Sannita) — муніципалітет в Італії, у регіоні Кампанія, провінція Беневенто.
Песко-Санніта розташоване на відстані близько 210 км на схід від Рима, 65 км на північний схід від Неаполя, 12 км на північ від Беневенто.
Населення — 1976 осіб (2014).
Покровитель — святий Миколай.

## Демографія
Населення за роками:

Станом на 1 січня 2023 року в муніципалітеті офіційно проживало 38 іноземців з 12 країн, серед них 10 громадян країн Євросоюзу та 2 громадяни України.

## Сусідні муніципалітети
- Беневенто
- Франьєто-л'Абате
- Франьєто-Монфорте
- Паго-Веяно
- П'єтрельчина
- Реїно
- Сан-Марко-дей-Кавоті